# Iodictyum mamillatum
Iodictyum mamillatum is een mosdiertjessoort uit de familie van de Phidoloporidae. De wetenschappelijke naam van de soort is voor het eerst geldig gepubliceerd in 1995 door Hayward & Ryland.